# Кубок Швеції з футболу 2005
Кубок Швеції з футболу 2005 — 50-й розіграш кубкового футбольного турніру у Швеції. Титул вдруге поспіль здобув Юргорден.

## Календар
| Раунд        | Дата                        | Матчі | Клуби   |
| ------------ | --------------------------- | ----- | ------- |
| Перший раунд | 20 березня - 14 квітня 2005 | 32    | 96 → 64 |
| 1/32 фіналу  | 19-21 квітня 2005           | 32    | 64 → 32 |
| 1/16 фіналу  | 4-19 травня 2005            | 16    | 32 → 16 |
| 1/8 фіналу   | 1 червня - 13 липня 2005    | 8     | 16 → 8  |
| 1/4 фіналу   | 22 липня - 4 серпня 2005    | 4     | 8 → 4   |
| 1/2 фіналу   | 8-22 вересня 2005           | 2     | 4 → 2   |
| Фінал        | 29 жовтня 2005              | 1     | 2 → 1   |

## 1/16 фіналу
| Команда 1                  | Рахунок | Команда 2           |
| -------------------------- | ------- | ------------------- |
| 4 травня 2005              |         |                     |
| «Валста Сиріанська» (3)    | 0:4     | «Ергрюте»           |
| Естерсунд ФК (3)           | 2:3     | Отвідабергс ФФ (2)  |
| Ассиріска ФФ               | 2:1     | «Єфле»              |
| 5 травня 2005              |         |                     |
| «Бункефлу» ІФ (3)          | 0:3     | ГІФ Сундсвалль      |
| Еншеде ІК (3)              | 3:1     | Вісбю ІФ Гуте (3)   |
| Гальмстад БК               | 3:2 дч  | Буденс БК (2)       |
| «Слейпнер» (3)             | 1:2 дч  | ГАІС (2)            |
| Кальмар ФФ                 | 3:1     | «Гаммарбю»          |
| Лундс БК (3)               | 1:4     | ІФК Норрчепінг (2)  |
| Шеллефтео АІК (4)          | 2:11    | ІФК Гетеборг        |
| Тенгультс (3)              | 0:1     | ІФК Ельме (3)       |
| Треллеборгс ФФ (2)         | 1:0     | АІК (Стокгольм) (2) |
| «Васалундс»/Ессінге ІФ (3) | 0:1     | «Ельфсборг»         |
| «Весбю Юнайтед» (2)        | 0:2     | «Юргорден»          |
| «Естерс» (2)               | 0:1     | «Геккен»            |
| 19 травня 2005             |         |                     |
| Ландскруна БоІС            | 1:3     | Мальме ФФ           |

## 1/8 фіналу
| Команда 1          | Рахунок      | Команда 2          |
| ------------------ | ------------ | ------------------ |
| 1 червня 2005      |              |                    |
| ІФК Ельме (3)      | 1:1 пен. 5:4 | Кальмар ФФ         |
| 7 червня 2005      |              |                    |
| «Ергрюте»          | 1:1 пен. 2:4 | Ассиріска ФФ       |
| 9 червня 2005      |              |                    |
| ІФК Гетеборг       | 1:2          | «Ельфсборг»        |
| 10 червня 2005     |              |                    |
| Еншеде ІК (3)      | 1:5          | «Юргорден»         |
| 30 червня 2005     |              |                    |
| «Геккен»           | 0:0 пен. 4:3 | Мальме ФФ          |
| Отвідабергс ФФ (2) | 1:0          | Треллеборгс ФФ (2) |
| 7 липня 2005       |              |                    |
| ІФК Норрчепінг (2) | 2:0          | ГІФ Сундсвалль     |
| 13 липня 2005      |              |                    |
| ГАІС (2)           | 2:1          | Гальмстад БК       |

## 1/4 фіналу
| Команда 1          | Рахунок        | Команда 2          |
| ------------------ | -------------- | ------------------ |
| 22 липня 2005      |                |                    |
| ІФК Ельме (3)      | 0:6            | «Юргорден»         |
| 3 серпня 2005      |                |                    |
| Ассиріска ФФ       | 2:2 пен. 10:11 | ІФК Норрчепінг (2) |
| 4 серпня 2005      |                |                    |
| «Ельфсборг»        | 4:3 дч         | «Геккен»           |
| Отвідабергс ФФ (2) | 1:1 пен. 5:4   | ГАІС (2)           |

## 1/2 фіналу
| Команда 1          | Рахунок | Команда 2          |
| ------------------ | ------- | ------------------ |
| 8 вересня 2005     |         |                    |
| Отвідабергс ФФ (2) | 1:0     | ІФК Норрчепінг (2) |
| 22 вересня 2005    |         |                    |
| «Юргорден»         | 2:1     | «Ельфсборг»        |

## Фінал
| 29 жовтня 2005 |

| «Юргорден» (Стокгольм) | 2:0      | Отвідабергс ФФ (2) |
| ---------------------- | -------- | ------------------ |
| Куйвасто 28' Гисен 53' | Протокол |                    |

| «Росунда», Сульна Глядачів: 11 613 Арбітр: Мартін Ганссон |